# Copa 50 Aniversario Club Sporting Cristal
La Copa 50 Aniversario Club Sporting Cristal fue un cuadrangular organizado por el mencionado club para conmermorar los 50 años desde su fundación. El torneo se desarrolló en dos fechas, 19 y 21 de enero en el Estadio Nacional. Aparte del club organizador contaba con la presencia de Universitario de Deportes, Liga de Quito y Cerro Porteño.

## Resultados
- Los horarios corresponden a la hora de Perú (UTC-5)

| Equipo                    | Pts. | PJ | PG | PE | PP | GF | GC | Dif |
| ------------------------- | ---- | -- | -- | -- | -- | -- | -- | --- |
| Universitario de Deportes | 6    | 2  | 2  | 0  | 0  | 5  | 0  | +5  |
| Liga de Quito             | 4    | 2  | 1  | 1  | 0  | 2  | 1  | +1  |
| Sporting Cristal          | 1    | 2  | 0  | 1  | 1  | 1  | 5  | -4  |
| Cerro Porteño             | 0    | 2  | 0  | 0  | 2  | 0  | 2  | -2  |

| 19 de enero de 2006 | Universitario de Deportes | 1:0 | Cerro Porteño | Estadio Nacional, Lima            |                                   |
|                     | Alonso 41'                |     |               | Árbitro(s): Héctor Pacheco (Perú) | Árbitro(s): Héctor Pacheco (Perú) |

| 19 de enero de 2006 | Sporting Cristal | 1:1 | Liga Deportiva Universitaria de Quito | Estadio Nacional, Lima           |                                  |
|                     | Vasallo 4'       |     | Candelario 23'                        | Árbitro(s): Víctor Rivera (Perú) | Árbitro(s): Víctor Rivera (Perú) |

| 21 de enero de 2006 | Liga Deportiva Universitaria de Quito | 1:0 | Cerro Porteño | Estadio Nacional, Lima           |                                  |
|                     | Urrutia 36'                           |     |               | Árbitro(s): Víctor Rivera (Perú) | Árbitro(s): Víctor Rivera (Perú) |

| 21 de enero de 2006 | Sporting Cristal | 0:4 | Club Universitario de Deportes                         | Estadio Nacional, Lima          |                                 |
|                     |                  |     | Mendoza 22' · Barreto 28' · Neyra 57' · Magallanes 66' | Árbitro(s): Manuel Garay (Perú) | Árbitro(s): Manuel Garay (Perú) |

## Goleadores
| Jugador         | Jugador           | Goles | Equipo(s)                             |
| --------------- | ----------------- | ----- | ------------------------------------- |
| Paraguayo       | Arnaldo Alonso    | 1     | Universitario de Deportes             |
| Bandera de Perú | José Mendoza      | 1     | Universitario de Deportes             |
| Peruano         | Manuel Barreto    | 1     | Universitario de Deportes             |
| Peruano         | Donny Neyra       | 1     | Universitario de Deportes             |
| Peruano         | Alex Magallanes   | 1     | Universitario de Deportes             |
| Ecuatoriano     | Moisés Candelario | 1     | Liga Deportiva Universitaria de Quito |
| Ecuatoriano     | Patricio Urrutia  | 1     | Liga Deportiva Universitaria de Quito |
| Bandera de Perú | Gustavo Vasallo   | 1     | Sporting Cristal                      |

- Datos: Q5786371